# STS-79
STS-79 (Space Transportation System-79) var Atlantis 17. rumfærge-mission. Opsendt 16. september 1996 og vendte tilbage den 16. september 1996. Det var den fjerde mission hvor en NASA rumfærge lagde til ved den russiske rumstation MIR.
Tidligere flyvninger til rumstationen Mir, var: STS-60, STS-63, STS-71, Sojuz TM-21, STS-74 og STS-76. Efterfølgende fælles missioner til Mir: STS-81, STS-84, STS-86, STS-89 og STS-91.

## Besætning
- William Readdy (kaptajn)
- Terrence Wilcutt (pilot)
- Thomas Akers (missionsspecialist)
- Jay Apt (missionsspecialist)
- Carl Walz (missionsspecialist)

### Fra MIR til jorden
- Shannon Lucid (missionsspecialist)

### Fra jorden til MIR, besætning Mir-19
- John Blaha

## Missionen
Rumfærgen medbragte Spacehab og udskiftede et besætningsmedlem.
- Atlantis inden flyvning
- Mir sammenkoblet med et Sojuz fartøj
- Mir med jorden i baggrunden